# 胡斌 (外交官)
胡斌（1970年1月—），江西景德镇人，中华人民共和国外交官，现任中华人民共和国驻吉布提共和国特命全权大使。

## 生平
1995年，进入中华人民共和国外交部工作，先后在外交部条约法律司、常驻联合国日内瓦办事处和瑞士其他国际组织代表团任职。2011年，任常驻维也纳联合国和其他国际组织代表团参赞。2015年，任外交部条约法律司参赞。2018年，任外交部条约法律司副司长。2021年7月，出任中华人民共和国驻吉布提大使。

## 家庭
已婚。